# Ponderay
Ponderay é uma cidade localizada no estado americano de Idaho, no Condado de Bonner.

## Demografia
Segundo o censo americano de 2000, a sua população era de 638 habitantes.
Em 2006, foi estimada uma população de 711, um aumento de 73 (11.4%).

## Geografia
De acordo com o United States Census Bureau tem uma área de
7,2 km², dos quais 6,9 km² cobertos por terra e 0,3 km² cobertos por água.

## Localidades na vizinhança
O diagrama seguinte representa as localidades num raio de 32 km ao redor de Ponderay.